# Löwenhaus (Düsseldorf)

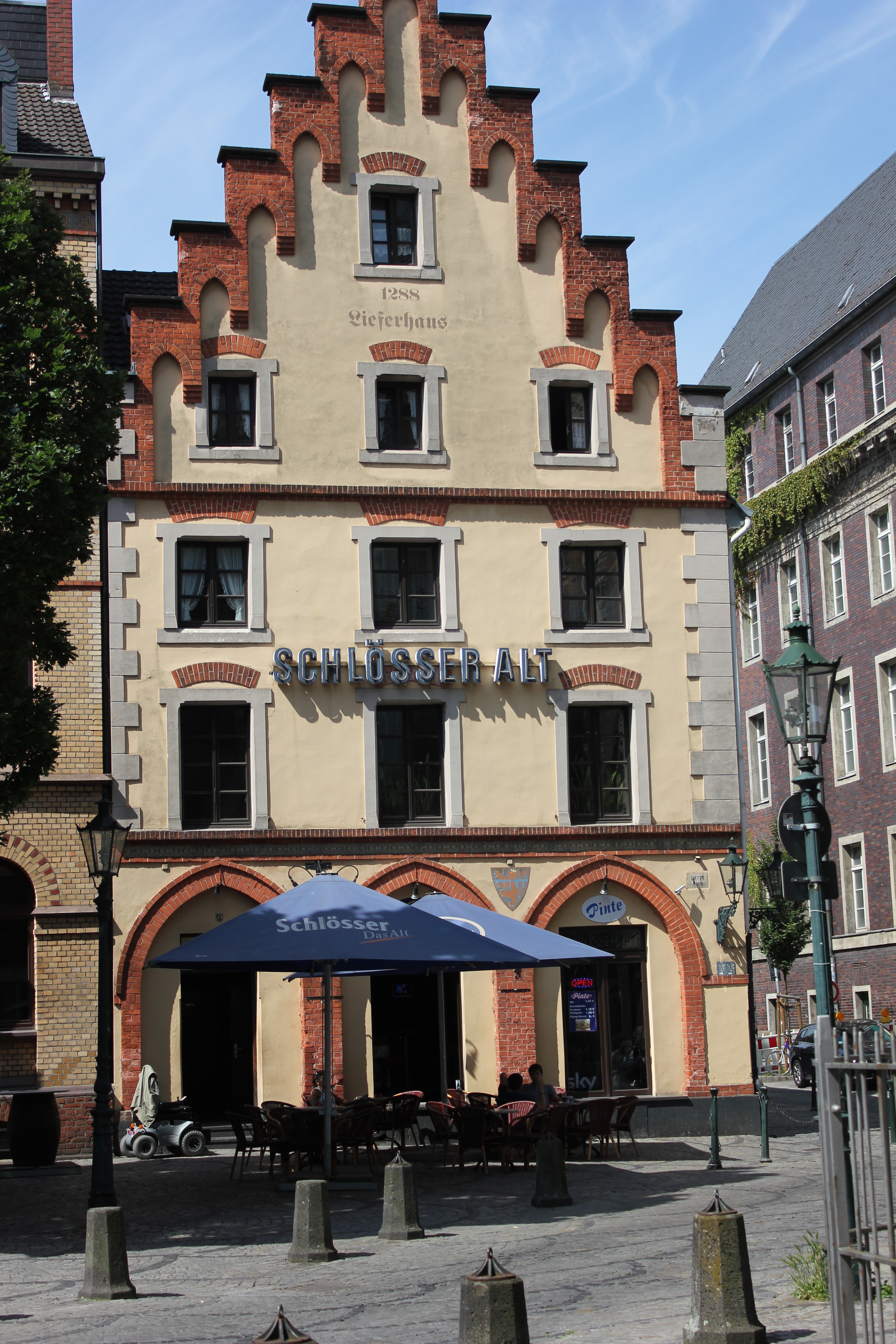
Das Löwenhaus, auch Lieferhaus genannt (2012)

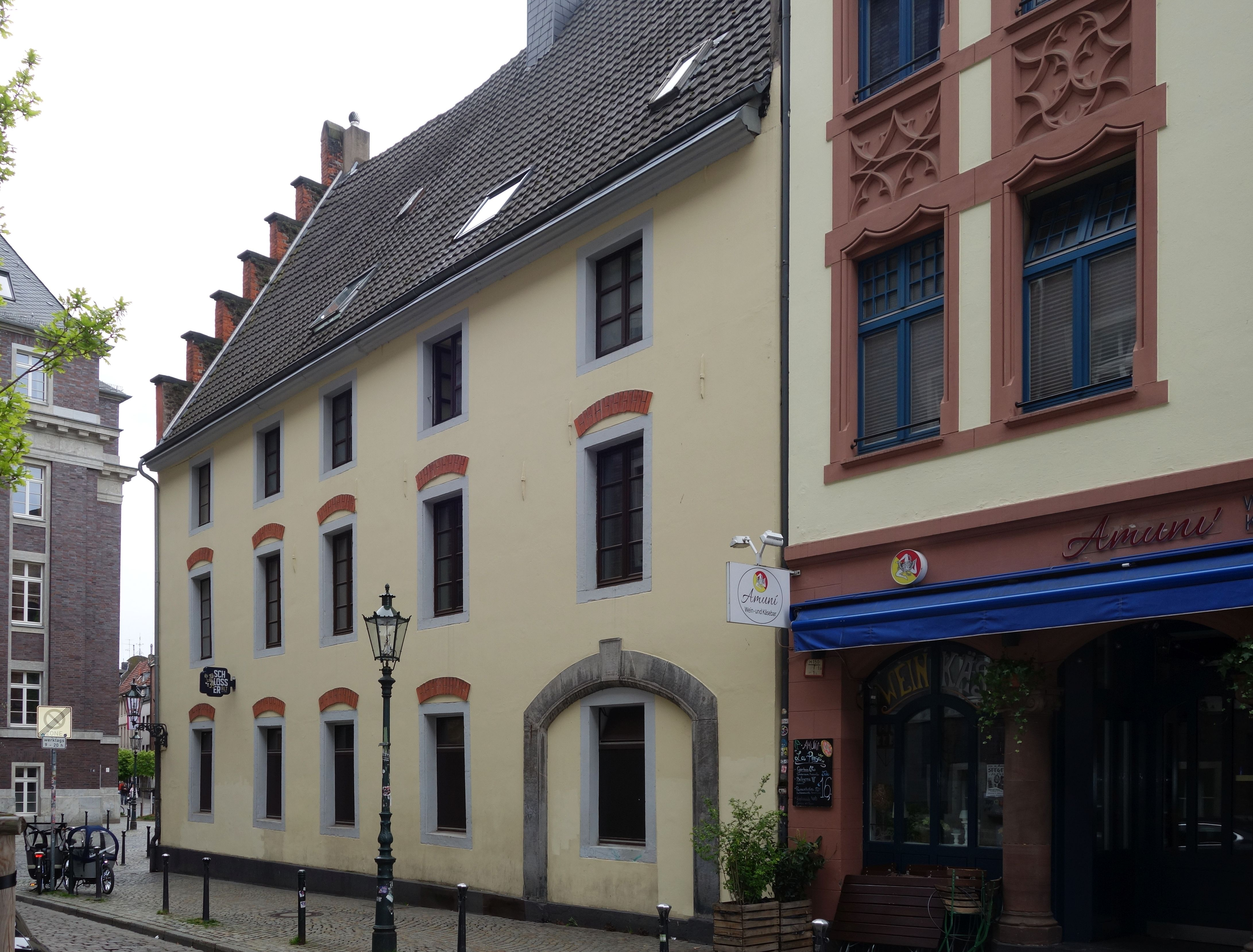
Seitenflügel Liefergasse (2023)

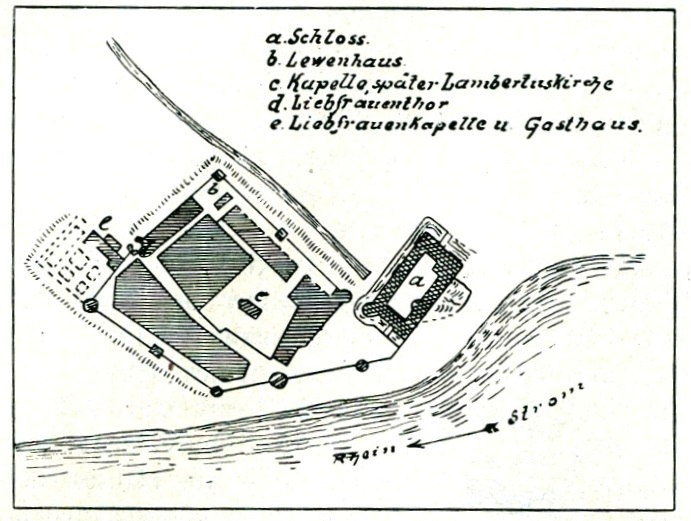
Düsseldorf um 1288 zur Zeit seiner Stadterhebung: b Lewen(Löwen)haus.

Das Löwenhaus oder, wie die Hausinschrift sagt, Lieferhaus, Liefergasse 9 in Düsseldorf, ist ein denkmalgeschütztes Gebäude. Es ist der älteste Profanbau Düsseldorfs in Stein; der Baukern ist gotisch.

## Lage und Umgebung
Das Gebäude steht an der Liefergasse, die 1288 bei der Stadtgründung entstand. Die Liefergasse stellt den ältesten Teil des Straßenzugs Ursulinengasse / Liefergasse / Mertensgasse / Kapuzinergasse / Mittelstraße dar. Die ursprüngliche kleinteilige Bebauung der schmalen Liefergasse wird durch die trutzige Seitenansicht des Baues des Amts- und Landgerichtes (1913) beeinträchtigt.

## Beschreibung
Zur Entstehung und der ursprünglichen Funktion des Hauses gibt es mehrere Deutungen. Eine Vermutung geht davon aus, dass es zum Eckgebäude an der Südostecke der ersten Stadtmauer gehörte. Diese Annahme stützt sich auf die über einen Meter dicke Hausmauern im süd- und östlichen Teil des Gebäudes, die für eine „Verstärkung“ als Teil der ersten Stadtmauer sprechen. Andere Vermutungen sind: städtischer Sitz der Grafen vor Errichtung der Burg oder auch nur deren „Oberkellerei“.
1382 wurde das „Löwenhaus“ erstmals urkundlich erwähnt. Leo von Abbema baute im Jahre 1881 das Haus im Stil der Neogotik um. 1890 wurden die Fachwerkwände ausgetauscht. 1964 erfolgte ein Umbau des Erdgeschosses. Die Fassade ist dreiachsig. Die Erdgeschosszone zeigt vorgeblendete, gotisierende Spitzbogen. Die Fassade schließt nach oben mit einem gotisierenden Treppengiebel ab.